# Imogene (Iowa)
Imogene – miasto w Stanach Zjednoczonych, w stanie Iowa, w hrabstwie Fremont. W 2000 liczyło 66 mieszkańców.